# San Sebastián Río Dulce
San Sebastián Río Dulce es una comunidad en el municipio de Zimatlán de Álvarez en el estado de Oaxaca. San Sebastián Río Dulce está a 1735 metros de altitud. 

## Geografía
Está ubicada a 16° 29' 4.56"  latitud norte y 97° 3' 36.36"  longitud oeste.

## Población
Según el censo de población de INEGI del 2010: la comunidad cuenta con una población total de 413 habitantes, de los cuales 215 son mujeres y 198 son hombres. Del total de la población 87 personas hablan alguna lengua indígena.

## Ocupación
El total de la población económicamente activa es de 120 habitantes, de los cuales 109 son hombres y 11 son mujeres.